# Букинский район
Букинский район (тума́н; узб. Boʻka tumani / Бўка тумани) — район в Ташкентской области Узбекистана. Административный центр — город Бука.

## История
Букинский район был образован в 1943 году.

## Административно-территориальное деление
По состоянию на 2015 год, в состав района входят:
- Город Бука;
- 14 сельских сходов граждан:

1. Алхажар
2. Алмас
3. Бустон
4. Кокарал
5. Екинши
6. Икинбай
7. Кабаш
8. Коракуйли
9. Кремль
10. Куштепа
11. Намуна
12. Рават
13. Турон
14. Чигатай

Так же в Букинском районе имеются такие поселения как: Лысенко, Ново-Алексеевка, Соколовка. Два последних населенных пункта были основаны казаками-крестьянами в конце XIX века во времена генерал-губернаторства Туркестана

## География
Букинский район расположен в юго-западной части Ташкентской области
С севера граничит с Аккурганский районом, на востоке с Пскентским районом, на юге с Бекабадским районом и Республикой Таджикистан а на западе граница района проходит по реке Сырдарья с Сырдарьинской областью
Удобное географическое расположение благоприятствуют выращиванию рису и зерновых культур. Ещё в XIX веке в своей книги о Туркестане известный русский художник Верещагин упоминал Буку окруженной рисовыми полями
Район находится в предгорной равнине снижающийся по высоте к реке Сырдарья, на юго-востоке в приграничной территории начинаются горы Кураминского хребта
Средняя высота 344 м на уровнем моря

## Климат
Климат района резко континентальный с засушливым летом и прохладной зимой с частыми оттепелями
Средняя температура самого жаркого месяца июля +27 °C, января +1
Однако летом температура, часто поднимается до +40 и выше, а зимой с вторжением холодных воздушных масс с территорий Урала и Казахстана понижают температуру воздуха до -15 °C при этом влажность может достигать 98% из-за чего мороз выражается более холодными ощущениями.
Средние значения осадков 400 мм в год.
Преимущественно в весенне-осенний сезон в виде дождя, а зимой дождя и снега
Лето в основном сухое, осадки редкое явление, хотя в июне бывают дни, когда идёт дождь.